# Peter Pieters
Pour les articles homonymes, voir Pieters.
Peter Pieters (né le 2 février 1962 à Zwanenburg) est un coureur cycliste et entraîneur néerlandais. Professionnel de 1984 à 1995, il a notamment remporté la classique Paris-Tours en 1988, année où il devient également champion des Pays-Bas. Il compte également de nombreux titres nationaux sur piste et une médaille de bronze de la course aux points aux mondiaux de 1991.
Il est devenu ensuite entraîneur national dans différents pays, notamment des cyclistes sur piste belges entre 2010 et 2021.

## Biographie

### Carrière sportive
Peter Pieters remporte son premier titre national en 1978 lors des championnats des Pays-Bas débutants (moins de 17 ans). Il remporte le tournoi de vitesse, la course aux points et le contre-la-montre par équipes et est le coureur le plus titré du championnat. Chez les juniors (moins de 19 ans), il poursuit cette série de succès et décroche le titre en vitesse dans cette catégorie en 1979 et 1980. Après de nombreux titres nationaux sur piste chez les amateurs, il devient professionnel en 1984 au sein de la formation Zor-Gemeaz. Il obtient des succès à la fois sur route et sur piste. 
Il participe également à des courses de six jours. En 1992, il gagne à Bordeaux avec Pascal Lino et en 1993 à Brême avec Urs Freuler. Son plus grand résultat international sur piste est une troisième place sur la course aux points aux mondiaux de 1991 à Stuttgart.
Sur la route, Pieters devient champion des Pays-Bas en 1988 et remporte Paris-Tours la même année. Il prend part également à plusieurs reprises au Tour de France, mais sans succès notables. Il a remporté plusieurs victoires d'étapes et des victoires dans des courses sur route plus petites, telles que le Ronde van Midden-Zeeland. En 1998, il met un terme à sa carrière de coureur en remportant le championnat néerlandais sur piste en devenant champion des Pays-Bas de la course aux points.

### Reconversion

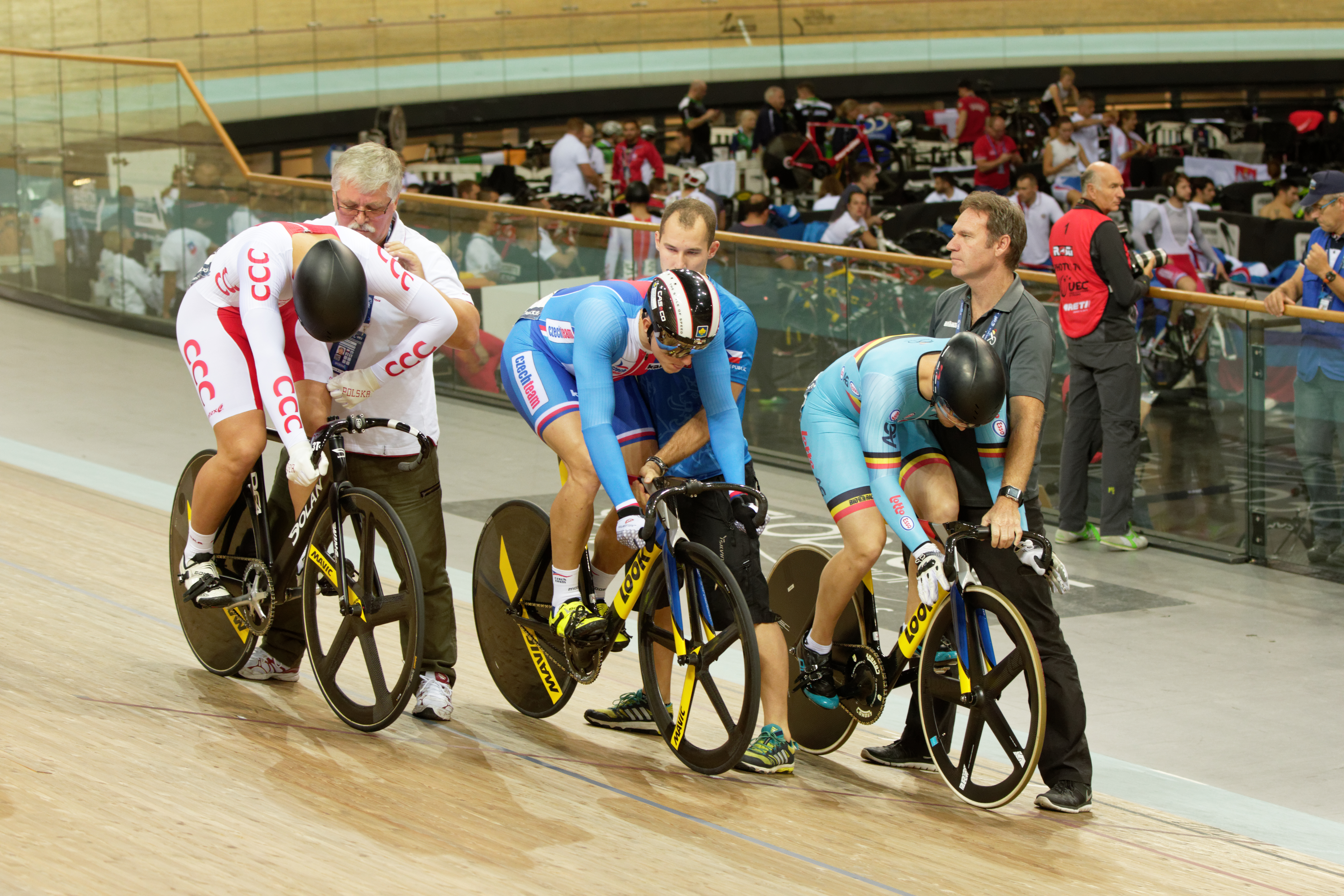
Pieters (à droite) lors des championnats d'Europe sur piste 2016, où il soutient Ayrton De Pauw.

Peter Pieters est devenu entraîneur sur piste après sa carrière de coureur. Il est d'abord l'entraîneur national néerlandais du sprint. Il a occupé ce poste jusqu'en 2008, où il est remplacé par l'Allemand René Wolff. Il travaille ensuite deux saisons pour la Fédération polonaise de cyclisme en tant qu'entraîneur d'endurance, jusqu'à ce que l'association ne puisse plus le payer en raison de problèmes financiers. 
En 2010, il est nommé entraîneur national sur piste pour la Fédération belge de cyclisme, succédant à Michel Vaarten. Il reste en poste pendant 11 ans, jusqu'en fin d'année 2021, où il est remplacé par le Néo-Zélandais Tim Carswell, assisté de Kenny De Ketele. Sous ses ordres, les pistards belges ont connu de nombreux succès. Les poursuiteurs belges masculins se sont qualifiés pour les Jeux olympiques de Londres en 2012, alors que Jolien D'Hoore a remporté le bronze sur l'omnium aux Jeux olympiques de Rio 2016, Nicky Degrendele est devenue championne du monde du keirin en 2018, tandis que Kenny De Ketele et Gijs Van Hoecke (2012) chez les hommes et Lotte Kopecky et Jolien D'Hoore (2017) chez les femmes sont devenus champions du monde de l'américaine.

## Vie privée
Peter Pieters est le frère de l'ancien cycliste sur piste Sjaak Pieters et le père d'Amy et Roy Pieters, qui sont également devenus cyclistes. 

## Palmarès sur piste

### Championnats du monde
- Stuttgart 1991
  -  Médaillé de bronze de la course aux points

### Championnats d'Europe
- 1995
  -  Champion d'Europe d'omnium

### Six jours
- 1986
  - 3e des Six jours de Madrid (avec Alain Bondue)
- 1991
  - 2e des Six jours de Bordeaux (avec Pascal Lino)
  - 2e des Six jours de Gand (avec Urs Freuler)
  - 2e des Six jours de Munich (avec Remig Stumpf)
  - 3e des Six jours de Dortmund (avec Jochen Görgen)
- 1992
  - Six jours de Bordeaux (avec Pascal Lino)
  - 2e des Six jours d'Anvers (avec Urs Freuler)
  - 2e des Six jours de Dortmund (avec Olaf Ludwig)
  - 2e des Six jours de Gand (avec Urs Freuler)
  - 3e des Six jours de Zurich (avec Urs Freuler)
- 1993
  - Six jours de Brême (avec Urs Freuler)
  - 2e des Six jours d'Anvers (avec Urs Freuler)
  - 3e des Six jours de Bordeaux (avec Urs Freuler)
  - 3e des Six jours de Stuttgart (avec Konstantin Khrabvzov)

### Championnats nationaux
| - 1978 - Champion des Pays-Bas de vitesse débutants - Champion des Pays-Bas de course aux points débutants - 1979 - Champion des Pays-Bas de vitesse juniors - 1980 - Champion des Pays-Bas de vitesse juniors - 1981 - Champion des Pays-Bas de poursuite amateurs - Champion des Pays-Bas de course aux points amateurs - 3e du championnat des Pays-Bas du kilomètre amateurs - 1982 - Champion des Pays-Bas du kilomètre - Champion des Pays-Bas de poursuite amateurs - 1983 - Champion des Pays-Bas du kilomètre - Champion des Pays-Bas de poursuite amateurs - Champion des Pays-Bas de course aux points amateurs - 1984 - Champion des Pays-Bas du kilomètre - Champion des Pays-Bas de course aux points amateurs - Champion des Pays-Bas du derny amateurs - 2e du championnat des Pays-Bas de poursuite amateurs | - 1985 - Champion des Pays-Bas de course aux points - 2e du championnat des Pays-Bas de poursuite - 2e du championnat des Pays-Bas de keirin - 1986 - Champion des Pays-Bas de poursuite par équipes - 2e du championnat des Pays-Bas de course aux points - 1994 - Champion des Pays-Bas de poursuite - 1995 - Champion des Pays-Bas de poursuite - Champion des Pays-Bas de course aux points - 1996 - Champion des Pays-Bas de poursuite - Champion des Pays-Bas de course aux points - 3e du championnat des Pays-Bas de l'américaine (avec Tommy Post) - 1997 - Champion des Pays-Bas de l'américaine (avec Robert Slippens) - 1998 - Champion des Pays-Bas de la course aux points - 2e du championnat des Pays-Bas de poursuite |

## Palmarès sur route

### Par années
| - 1978 - Champion des Pays-Bas du contre-la-montre par équipes débutants - 1983 - Champion des Pays-Bas du contre-la-montre par équipes amateurs - 1re étape de l'Olympia's Tour - 1984 - 1re étape du Tour de Flandre-Occidentale - 1re étape du Tour de Burgos - 2e du Tour d'Overijssel - 3e du Tour de Flandre-Occidentale - 3e de la Ster van Zwolle - 1985 - Prologue du Tour de Murcie - 1986 - Champion des Pays-Bas du contre-la-montre par équipes - 3e du Tour des Pays-Bas - 1987 - 3e étape du Tour de Burgos - 2e du Tour de Frise - 3e du Circuit du Pays de Waes - 1988 - Champion des Pays-Bas sur route - Champion des Pays-Bas du contre-la-montre par équipes - Tour de Frise - 2e étape des Quatre Jours de Dunkerque - Ronde van Midden-Zeeland - 2e étape du Tour de Belgique - Paris-Tours - 2e du Tour du Limbourg - 3e du Circuit du Brabant occidental (Omloop van West-Brabant) | - 1989 - Flèche côtière - Grand Prix de la Libération (contre-la-montre par équipes) - 2e du Omloop van de Westkust - 1990 - 3e étape du Tour des Pays-Bas - 2e du Grand Prix de Denain - 2e du Circuit des Ardennes flamandes - Ichtegem - 2e de Veenendaal-Veenendaal - 3e du Samyn - 1991 - Champion des Pays-Bas du contre-la-montre par équipes - 2e du Ronde van Midden-Zeeland - 6e de Paris-Tours - 1992 - 3ea étape du Tour de l'Oise - 1rea, 3e et 6e étapes du Tour de Suède - 2e du Circuit Het Volk - 3e du GP Wielerrevue - 5e de Paris-Roubaix - 1993 - Grand Prix du 1er mai - 1996 - Tour de Haarlemmermeer - 1997 - 2e du Tour de Hollande-Septentrionale |

### Résultats sur les grands tours

#### Tour de France
3 participations
- 1985 : 140e
- 1989 : hors délai (10e étape)
- 1992 : éliminé (14e étape) (s'est laissé tracté par une voiture)

#### Tour d'Italie
3 participations
- 1985 : abandon (15e étape)
- 1987 : abandon (20e étape)
- 1989 : disqualifié (14e étape)

#### Tour d'Espagne
1 participation
- 1991 : hors délais (12e étape)